# Messapo
Messapo (in latino Messapus) è un personaggio della mitologia romana, menzionato da diversi autori.
Nell'Eneide di Virgilio viene descritto come un re dell'Etruria, famoso addestratore di cavalli; è invulnerabile al ferro e al fuoco in tutto il corpo, forse perché figlio di Nettuno. Sebbene abituato alla pace, nel Libro VII Messapo unisce le forze con Turno nella guerra contro Enea e i Troiani. Nel Libro IX, che racconta la sortita notturna di Eurialo e Niso nell'accampamento dei Rutuli, l'elmo da battaglia di Messapo è preso da Eurialo; la luce si riflette sull'ornamento rubato, offrendo così Eurialo alla vista di un gruppo di cavalieri nemici e portando non solo alla sua stessa morte, ma anche a quella di Niso. Nel prosieguo della guerra Messapo si metterà in evidenza uccidendo diversi nemici.